# Suspect d'office (téléfilm, 1978)
Pour plus de détails, voir Fiche technique et Distribution.
Suspect d'office (When Every Day Was the Fourth of July) est un téléfilm américain de Dan Curtis diffusé le 12 mars 1978 sur NBC.

Le téléfilm a été diffusé dans les années 80 à la télévision française.

## Synopsis
Nouvelle Angleterre, 1937 : Albert Cavanaugh, un homme à tout faire vivant de petits travaux est accusé de meurtre. La petite Sarah Cooper, neuf ans, qui a sympathisé avec lui est persuadée de son innocence mais l'individu muet ne peut se défendre. L'enfant demande à son père, avocat, de prendre son parti.

## Fiche technique
- Titre original : When Every Day Was the Fourth of July
- Titre français : Suspect d'office
- Réalisation : Dan Curtis
- Scénario : Lee Hutson d'après une histoire de Dan Curtis et Lee Hutson
- Montage : Dennis Virkler
- Directeur de la photographie : Frank Stanley
- Décors : Jackson De Govia (de)
- Musique : Walter Scharf
- Maquillage : Dee Manges
- Producteur : Dan Curtis
- Producteur associé : Steven P. Reicher
- Compagnie de Production : Dan Curtis Productions
- Compagnie de distribution : NBC
- Genre : Drame
- Pays :  États-Unis
- Durée : 100 minutes[1]
- Date de diffusion :
  -  États-Unis : 12 mars 1978[2]

## Distribution
- Dean Jones : Ed Cooper
- Louise Sorel : Millie Cooper
- Chris Petersen : Daniel Cooper
- Katy Kurtzman : Sarah Cooper
- Harris Yulin : Procureur Joseph T. Antonelli
- Geoffrey Lewis : Albert Cavanaugh
- Scott Brady : Officier Michael Doyle
- Ben Piazza : Herman Grasser
- Henry Wilcoxon : Juge Henry J. Wheeler
- Eric Shea : Red Doyle
- Michael Pataki : Robert Najarian
- Woodrow Parfrey : Docteur Alexander Moss
- H.B. Haggerty : Casey
- Moosie Drier : Howie Martin
- Scott K. Ratner : Dave Zimmer
- Tiger Williams : Charlie Wilson
- Johnny Timko : Merty Albert
- Gloria Calomee : Clementine
- Chris Charney : Miriam Grasser
- George Janek : Bobby Najarian
- John Clavin : Sergent Fitzgerald
- Ronnie Claire Edwards : Mrs. Najarian
- Michael Durrell : l'assistant

## Suite
Le téléfilm a eu une suite intitulée The Long Days of Summer deux ans plus tard sur la chaîne concurrente ABC. Dean Jones y reprend son rôle.